# Honorio Pueyrredón
Honorio Pueyrredón (San Pedro, 9 luglio 1876 – Buenos Aires, 23 settembre 1945) è stato un politico, diplomatico e giurista argentino.

## Biografia
Laureatosi presso l'Università di Buenos Aires si dedicò poi all'insegnamento nel celebre ateneo della capitale argentina. Entrato nelle file dell'Unione Civica Radicale fu nominato ministro dell'Agricoltura dal presidente Hipólito Yrigoyen nel 1916. L'anno seguente assunse al dicastero degli Esteri; durante quest'ultimo incarico guidò la delegazione argentina durante le prime sessione della neocostituita Società delle Nazioni.
Nel 1922 fu nominato ambasciatore negli Stati Uniti d'America. Nel 1928 fu capo delegazione argentino alla VI Conferenza Panamericana a L'Avana.
Nell'aprile 1931 vinse le elezioni per la carica di governatore della provincia di Buenos Aires. Il governo golpista di José Félix Uriburu, colto alla sprovvista dalla sua vittoria, annullò le elezioni. Perseguitato dai militari per tutto il decennio infame fu costretto a lasciare l'Argentina. Rientrato in patria continuò l'attività politica all'interno della corrente yrigoyenista dell'UCR. Per i suoi ideali fu incarcerato nell'isola di Martín García, a Puerto San Julián e ad Ushuaia. Morì poco dopo il suo rientro in Patria.